# Дейв Еґґерс
Дейв Еґґерс (англ. Dave Eggers, нар. 12 березня 1970, Бостон, США) — американський письменник, редактор, видавець і сценарист. Засновник видавництва McSweeney's; співзасновник некомерційного молодіжного письменницько-навчального центру 826 Valencia у Сан-Франциско. Автор роману «Сфера», що був екранізований 2017 року.

## Біографія
Дейв Еґґерс народився в Бостоні, штат Массачусетс. Батько був адвокатом, мати — шкільною вчителькою. Згодом сім'я переїхала до Лейк Фореста, що у штаті Іллінойс. Там вступив до Іллінойського університету в Урбана-Шампейн на журналістику. Однак його навчання було перерване у зв'язку зі смертю обох батьків у 1991–1992 роках, які померли у віці 50-ти років від раку. Ці події були висвітлені в першій книзі Еґґерса — мемуарах A Heartbreaking Work of Staggering Genius, випущених 2000 року. Книжка мала чималий усміх і посіла перше місце в списку бестселерів The New York Times, а Еґґерс був номінований на Пулітцерівську премію. «Тайм» та кілька інших журналів називали видання «найкращою книгою року», а за версією «Таймс» книжка посіла 12-ту сходинку найкращих книг десятиліття. У книзі 21-річний Дейв ділиться спогадами про те, як йому довелося виховувати свого 8-річного брата Крістофера (Тофа). Старші брат і сестра, Білл і Бет, не мали часу займатися молодшим братом.
Дейв залишив університет і переїхав з братом та своєю дівчиною у Берклі, штат Каліфорнія. Брат пішов до приватної школи, а Дейв знайшов тимчасовий підробіток — працював графічним дизайнером у місцевій газеті. Разом із другом Девідом Муді взяв під своє керівництво місцеву газету Cups, яка поступово переросла в сатиричний журнал Might.
У 2002 році його сестра Бет покінчила з життям.
У 2005 році отримав звання почесного доктора літератури Браунського університету.
Живе в Сан-Франциско, в районі затоки Сан-Франциско. Одружений, має двоє дітей.

## Творчість
Починав працювати як редактор американського новинного сайту Salon.com і власник журналу Might (з 1994 року) у Сан-Франциско. Наприкінці 90-х років працював також як фрилансер для журналу Esquire.
У 2008 році разом з Майклом Голденбергом написав сценарій до фільму «Там, де живуть Чудовиська», що є однойменною екранізацією книжки Моріса Сендака. Також спільно зі своєю дружиною написав сценарій до стрічки «В дорозі» режисера Сема Мендеса, що вийшла у світ 2009 року.
У жовтні 2016 року ініціював політичний музичний проект «30 днів, 30 пісень» (англ. 30 Days, 30 Songs) як протест проти політики Дональда Трампа.
У 2002 році, через два роки після виходу мемуарів, Дейв Еґґерс видав свій перший художній роман — You Shall Know Our Velocity. У 2005 році видав Surviving Justice: America's Wrongfully Convicted and Exonerated — книжку-інтерв'ю з колишнім в'язнем, довічно засудженим і згодом реабілітованим.
Твори Дейва Еґґерса було висунуто на здобуття Національної книжкової премії, Пулітцерівської премії, Національної премії гуртка літературних критиків; його відзначено Дайтонською премією миру в галузі літератури, французькою Премією Медічі, німецькою — «Альбатрос», а також Американською книжковою премією.

## «Сфера»
У жовтні 2013 року видав роман «Сфера», що оповідає про молоду працівницю Мей Голланд, яка влаштувалася до компанії майбутнього «Сфери» — монополіста в інформаційній галузі. За жанром книжку можна визначити як роман-антиутопію зі жорсткою сатирою на сучасний світ інформаційних технологій і соціальних мереж. У 2017 році на екрани вийшла однойменна екранізація роману з Еммою Вотсон і Томом Генксом у головних ролях.

## Українські переклади
- Сфера / Дейв Еґґерс ; пер. з англ. Тараса Бойка. — Львів : Видавництво Старого Лева, 2017. — 520 с. — SBN 978-617-679-415-8[1].
- Дейв Еґґерс. Голограма для короля / пер. з анг. Ернест Рабінович. — Х. : «Фабула», 2020. — 320 с. — ISBN 978-617-09-6153-2.[2]